# 伊恩德尔加尔
伊恩德尔加尔（Indergarh），是印度中央邦Datia县的一个城镇。总人口14596（2001年）。

## 人口
该地2001年总人口14596人，其中男性7881人，女性6715人；0—6岁人口2390人，其中男1332人，女1058人；识字率62.84%，其中男性为71.48%，女性为52.70%。